# Вацлав Міхневич
Вацлав Міхневич (пол. Wacław Michniewicz; біл. Вацлаў Міхневіч; лит. Vaclovas Michnevičius; 1866, село Стрябяікяй (нині Йонавський район, Литва) — 14 січня 1947, там же) — литовський архітектор білоруського походження, інженер, представник неоготики й інших історичних стилів.

## Біографія

Лис - родовий герб Міхневичів

Навчався у Віленському реальному училищі, потім в Інституті цивільних інженерів у Санкт-Петербурзі (1889—1893).
У Вільно кілька років був помічником міського архітектора Кипріяна Мацулевича, потім займав посаду міського архітектора (після Костянтина Короєдова, 1904—1912). У 1911 році, спільно з Олександром Парчевським заснував проєктно-будівельне бюро «Architekt».
Після Першої світової війни повернувся в 1918 році до Каунаса. У 1919—1925 роках працював на посаді головного інженера управління доріг міністерства шляхів сполучення Литовської Республіки. Автор книги литовською мовою про ремонт і утримання доріг «Vieškeliai ir paprastieji keliai, jų taisymas ir laikymas» (Kaunas: Valstybės sp., 1925).
У 1947 році помер, похований біля костелу Різдва Пресвятої Діви Марії в містечку Жеймяй Йонавского району, побудованого за його проєктом 1899 року в 1906 році.

## Творчість
Автор проєктів близько 30 будівель у Вільнюсі й близько 30 костьолів по всій Литві і в Білорусі. Найважливіші проєкти: критий ринок (Халі; 1904—1906); проєкт реконструкції Міської зали у Вільно після пожежі (1907—1912; нині будівля Національної філармонії); Польський театр на Погулянці (вул. Басанавічяуса, 13, 1912—1913, спільно з Олександром Парчевським); «колонії» Земельного банку і Юзефа Монтвілла. Проєктував житлові будинки з рисами стилю модерн у Вільнюсі на вулицях Тумо-Вайжганто, 4/1, 7 (1911), Пилімо, 5 (1910), Каштону, 1, дерев'яний будинок на вулиці П. Скорінос, 5 (обидва 1913). Співавтор проєкту мечеті в Каунасі (1930) та інших будівель.